# أسماك عملاقة الذيل وأشباهها
الأسماك العملاقة الذيل وأشباهها (الاسم العلمي: Giganturoidei) هي رتيبة من الأسماك تتبع رتبة المزماريات من طائفة شعاعيات الزعانف.

## التصنيف
- أسماك أسماك عملاقة الذيل
- أسماك عظاءات الأعماق